# Cléomène d'Athènes
Pour les articles homonymes, voir Cléomène.

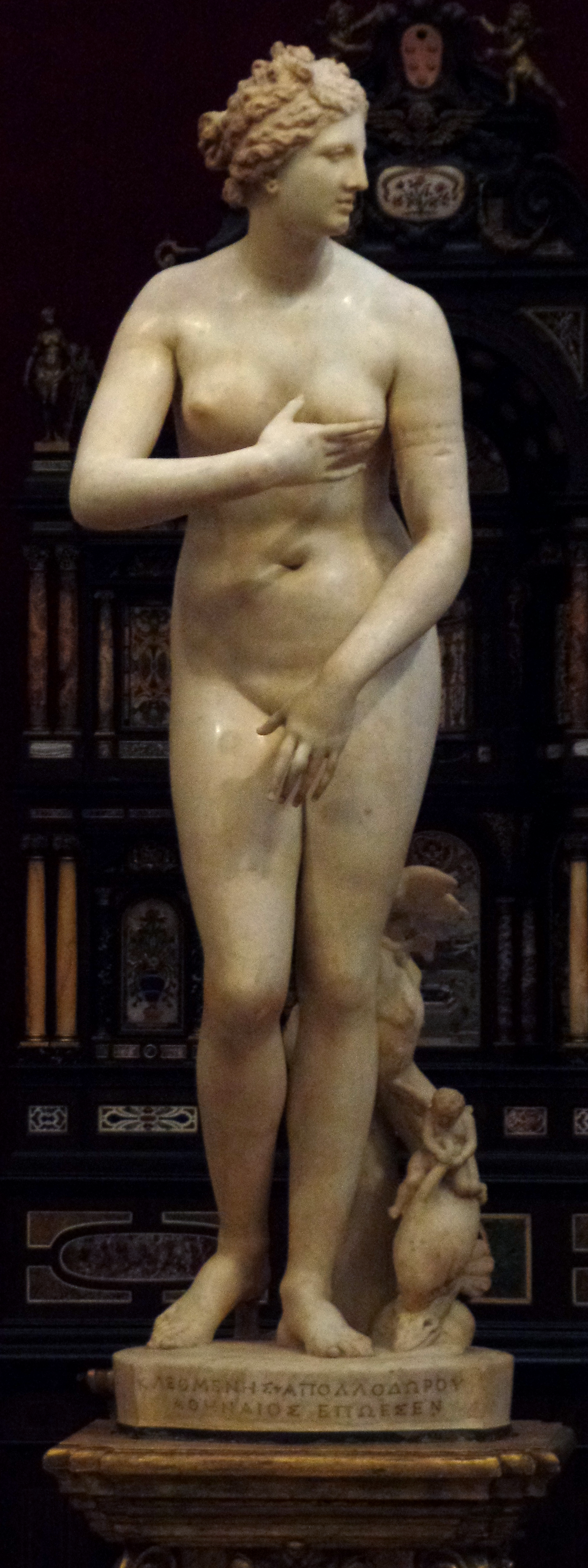
La Vénus de Médicis

Cléomène (Cleomenes, Kleoménes, Κλεομένης) (Ier – IIe siècle après J.-C.) est un statuaire athénien.

## Biographie
Il serait d'après Pline l'Ancien l'auteur des Thespiades (statues des Muses) du temple de la Félicité de Rome. Il est réputé être l'auteur de la statue représentant Marcellus en Hermès Logios, conservée au Louvre.
Visconti lui attribue aussi la Vénus de Médicis de Florence.